# Hydropsyche siltalai
Hydropsyche siltalai – gatunek owada wodnego z rzędu chruścików i rodziny wodosówkowatych (Hydropsychidae). Larwy budują sieci łowne, są wszystkożernymi filtratorami, żyją w średniej wielkości rzekach potamal nizinnych, liczniej w chłodnych rzekach pojezierzy (m.in. Pasłęka, Łupawa, Drawa). Gatunek stosunkowo często spotykany w Polsce.